# Танґдаре (Фуман)
Танґдаре (перс. تنگدره) — село в Ірані, у дегестані Ґураб-Пас, в Центральному бахші, шагрестані Фуман остану Ґілян. За даними перепису 2006 року, його населення становило 681 особу, що проживали у складі 173 сімей.

## Клімат
Середня річна температура становить 14,18°C, середня максимальна – 28,24°C, а середня мінімальна – -0,04°C. Середня річна кількість опадів – 694 мм.
| Клімат поселення                              | Клімат поселення | Клімат поселення | Клімат поселення | Клімат поселення | Клімат поселення | Клімат поселення | Клімат поселення | Клімат поселення | Клімат поселення | Клімат поселення | Клімат поселення | Клімат поселення | Клімат поселення |
| Показник                                      | Січ.             | Лют.             | Бер.             | Квіт.            | Трав.            | Черв.            | Лип.             | Серп.            | Вер.             | Жовт.            | Лист.            | Груд.            |                  |
| Середній максимум, °C                         | 11,35            | 11,30            | 12,63            | 17,81            | 21,28            | 26,54            | 28,24            | 27,99            | 23,25            | 20,75            | 16,87            | 12,39            |                  |
| Середня температура, °C                       | 5,68             | 5,63             | 6,96             | 12,14            | 15,60            | 20,88            | 23,88            | 23,62            | 18,90            | 16,38            | 12,50            | 8,02             |                  |
| Середній мінімум, °C                          | 0,00             | −0,04            | 1,29             | 6,47             | 9,93             | 15,20            | 19,52            | 19,26            | 14,55            | 12,04            | 8,15             | 3,67             |                  |
| Норма опадів, мм                              | 69               | 58               | 68               | 59               | 38               | 22               | 13               | 28               | 61               | 89               | 77               | 112              |                  |
| Середньомісячна швидкість вітру, м/с          | 2.20             | 2.30             | 2.40             | 2.35             | 2.22             | 2.34             | 2.53             | 2.32             | 1.99             | 2.02             | 1.90             | 1.96             |                  |
| Середньомісячна сонячна радіація, кДж/м²·день | 7028             | 9198             | 11331            | 15894            | 19933            | 22435            | 23231            | 19851            | 16244            | 11302            | 8749             | 6760             |                  |
| --------------------------------------------- | ---------------- | ---------------- | ---------------- | ---------------- | ---------------- | ---------------- | ---------------- | ---------------- | ---------------- | ---------------- | ---------------- | ---------------- | ---------------- |
| Джерело:                                      |                  |                  |                  |                  |                  |                  |                  |                  |                  |                  |                  |                  |                  |